# ویکتوریو رمیس
ویکتوریو رمیس (انگلیسی: Victorio Ramis؛ زادهٔ ۷ ژوئیهٔ ۱۹۹۴) بازیکن فوتبال اهل آرژانتین است.